# Achnaconeran
Achnaconeran is een dorp in de Schotse Hooglanden. Het ligt 1 kilometer ten noorden van Invermoriston. Achnaconeran bestaat uit nog geen twintig gebouwen, waarvan er tien als woonhuis aangemerkt kunnen worden. Voor het overige gaat het om schuurtjes en stallen.